# Altwarp
Altwarp är en kommun och ort i nordöstra Tyskland, belägen vid inloppet till bukten Neuwarper See i Oderlagunen, 15 km öster om staden Ueckermünde. Administrativt tillhör Altwarp Amt Am Stettiner Haff och Landkreis Vorpommern-Greifswald i förbundslandet Mecklenburg-Vorpommern.
Kommunen ingår i kommunalförbundet Amt Am Stettiner Haff tillsammans med kommunerna Ahlbeck, Eggesin, Grambin, Hintersee, Leopoldshagen, Liepgarten, Lübs, Luckow, Meiersberg, Mönkebude och Vogelsang-Warsin.

## Geografi
Nationsgränsen mot Polen går mitt i bukten Neuwarper See, som skiljer orten från den östliga grannstaden Nowe Warpno i Polen (före 1945 kallad Neuwarp).

## Historia
Namnet Warp syftar på en ankringsplats. Altwarp är ett gammalt fiskeläge och omnämns första gången i skriftliga källor 1136. Under Nazityskland var orten 1938-1945 militär övningsplats med skjutfält för bland annat enheter ur Afrikakåren. Eftersom Altwarp blev militärt område evakuerades alla invånare utom de som var anställda i Wehrmacht. I orten låg senare även ett fångläger. Efter kriget låg ett flyktingläger i orten 1946-1947, varefter invånarna tilläts återvända. Från 1952 till 1991 hade östtyska armén enheter stationerade i orten.

## Näringsliv
De viktigaste näringarna idag är fiske och turism.